# Holandia na Letnich Igrzyskach Olimpijskich 1936

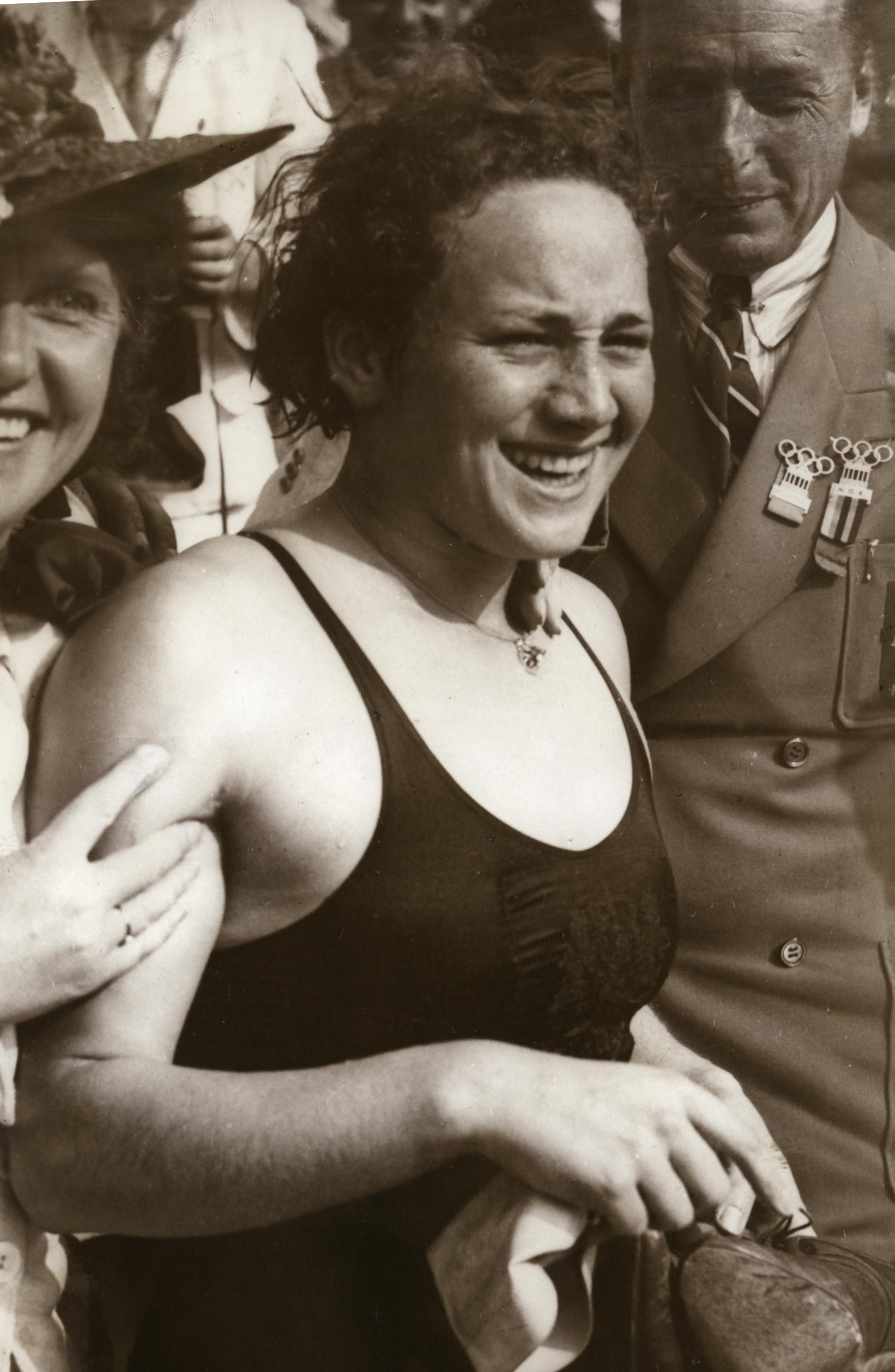
Rie Mastenbroek, zdobywczyni czterech medali olimpijskich

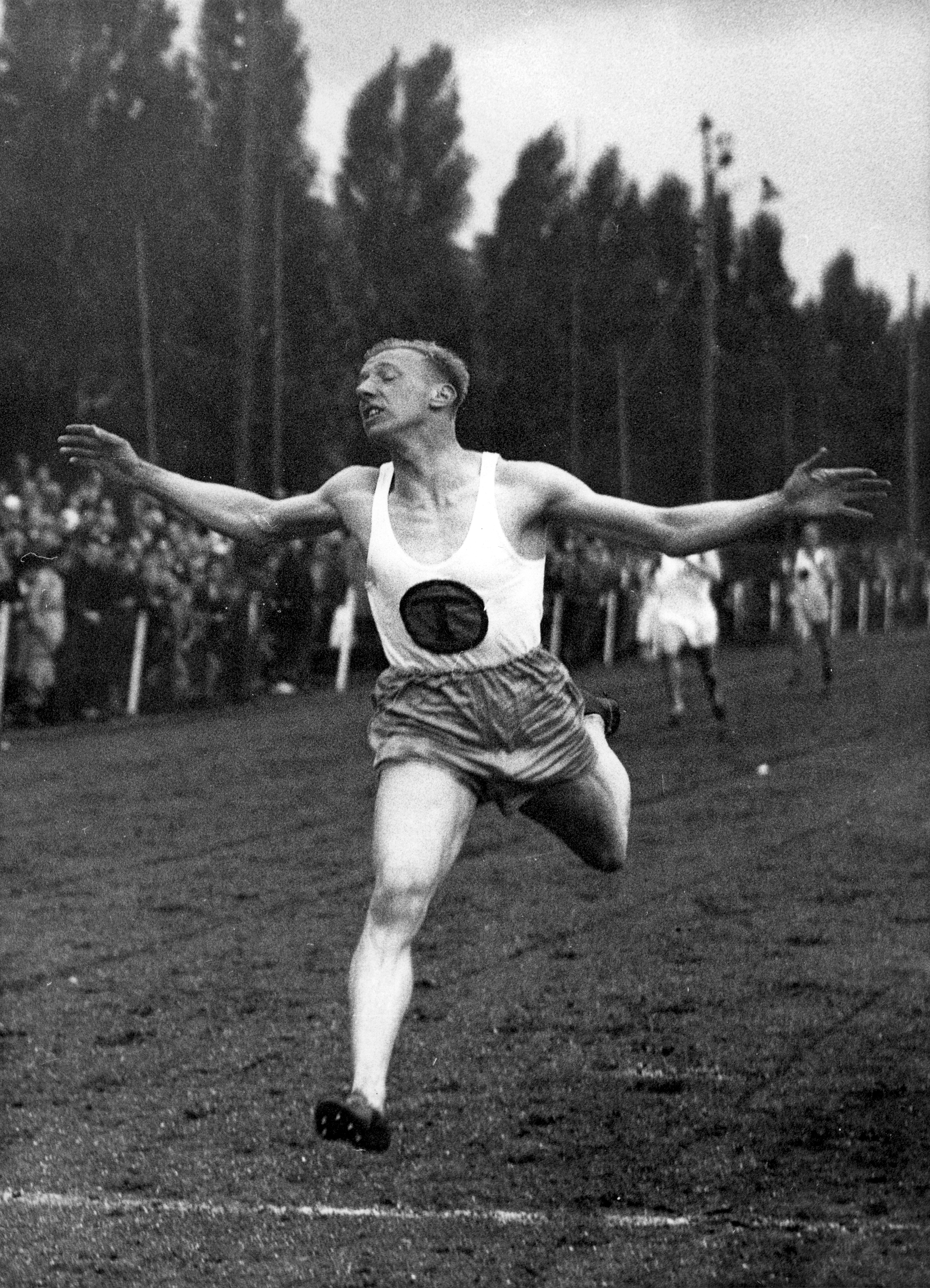
Tinus Osendarp, zdobywca dwóch medali olimpijskich

Holandię na Letnich Igrzyskach Olimpijskich 1936 reprezentowało 165 zawodników: 145 mężczyzn i 20 kobiet. Był to 8. start reprezentacji Holandii na letnich igrzyskach olimpijskich.

## Zdobyte medale
| Medal  | Zawodnik | Dyscyplina      | Konkurencja                        |
| ------ | --- | --------------- | ---------------------------------- |
| Złoto  | Arie van Vliet | Kolarstwo       | 1 km na czas mężczyzn              |
| Złoto  | Rie Mastenbroek | Pływanie        | 100 m stylem dowolnym kobiet       |
| Złoto  | Rie Mastenbroek | Pływanie        | 400 m stylem dowolnym kobiet       |
| Złoto  | Nida Senff | Pływanie        | 100 m stylem grzbietowym kobiet    |
| Złoto  | Willy den Ouden Rie Mastenbroek Jopie Selbach Tini Wagner | Pływanie        | 4 x 100 m stylem dowolnym kobiet   |
| Złoto  | Daan Kagchelland | Żeglarstwo      | Jole olimpijskie mężczyzn          |
| Srebro | Arie van Vliet | Kolarstwo       | Sprint mężczyzn                    |
| Srebro | Bernard Leene Henk Ooms | Kolarstwo       | Tandemy mężczyzn                   |
| Srebro | Jan de Bruine Johan Greter Henri van Schaik | Jeździectwo     | Skoki przez przeszkody - drużynowo |
| Srebro | Rie Mastenbroek | Pływanie        | 100 m stylem grzbietowym kobiet    |
| Brąz   | Tinus Osendarp | Lekkoatletyka   | 100 m mężczyzn                     |
| Brąz   | Tinus Osendarp | Lekkoatletyka   | 200 m mężczyzn                     |
| Brąz   | Jaap Kraaier | Kajakarstwo     | K-1 1000 m mężczyzn                |
| Brąz   | Nicolaas Tates Wim van der Kroft | Kajakarstwo     | K-2 1000 m mężczyzn                |
| Brąz   | Pieter Wijdekop Cees Wijdekop | Kajakarstwo     | K-2 składany 10 000 m mężczyźni    |
| Brąz   | Henk de Looper Jan de Looper Agathon de Roos Rein de Waal Pieter Gunning Carl Heijbroek Henri Schnitger René Sparenberg Ernst van den Berg Rudolf van der Haar Antoine van Lierop Max Westerkamp | Hokej na trawie | Hokej na trawie                    |
| Brąz   | Willem de Vries Lentsch Bob Maas | Żeglarstwo      | Klasa Star                         |